# Мао Чжіго
Мао Чжіго (спрощ.: 毛治国; кит. трад.: 毛治國; піньїнь: Máo Zhìguó; нар. 4 жовтня 1948) — китайський політик, голова Виконавчого Юаня Республіки Китай у 2014—2016 роках. Також обіймав посади міністра транспорту та зв'язку (2008—2013) і віце-прем'єра (2013—2014).
| політик | Це незавершена стаття про політичного діяча. Ви можете допомогти проєкту, виправивши або дописавши її. |